# Tynemouth Castle
Tynemouth Castle er ruinen af en middelalderborg og kloster, der ligger på et klippefremspring (kendt som Pen Bal Crag), med udsigt til Tynemouth Pier. Borgen har en voldgrav, og i klostret blev en række af de tidlige konger af Northumbria begravet.
Der vides ikke meget om stedets historie, men der er fundet arkæologisk rester af to træhuse fra før år 43. Klostret blev grundlagt i 600-tallet, muligvis af Edwin af Northumbria.